# Josef Neček
Josef Neček (* 4. listopadu 1927, Pňov v okrese Kolín) je bývalý československý veteránský atlet, závodící až do roku 2021.

## Sportovní život
Josef Neček se orientoval na běh od 50m do 300m, štafetu, skok daleký, překážky a byl i fotbalový brankář. Osobně se znal a trénoval s Emilem Zátopkem. Účastnil se natáčení dokumentu Jeden ze Štafety, kde ztvárnil Švédského běžce. Byl členem rezervy Československého národního týmu. V letech 1983–1990 byl předsedou komise veteránů ČAS a do roku 1990 řídil jako předseda i federální komisi ČSAU. V letech 1995–2002 byl členem představenstva Sdružení veteránů ČAS. Je dlouholetý hlavní sponzor veteránských soutěží na stadionu Praha Eden (Pražská veteraniáda) s dlouholetou tradicí (v roce 2023 43. ročník) a podporuje tím možnost sportovat dalším sportovcům.

### Přehled sportovních úspěchů
- Držitel mnoha rekordů v různých disciplínách a věkových kategoriích, přehled za Československo a Česko – 29krát uveden v ročence na dráze a 20krát v ročence halové.[3][4]
- Stal se mistrem světa a Evropy, např. světové zlato z Austrálie (Melbourne 1987 – dálka) včetně evropského a čs. rekordu v kategorii M60, evropské zlato z Itálie (Verona 1988 – dálka) a Anglie (Birmingham 1997 – dálka), mistr USA (1989 – dálka), 6 českých rekordů během jednoho roku 1994 (kategorie M65) a mnoho dalšího.
- Do roku 1988 získal téměř třicet zlatých medailí za soutěže atletických přeborů pracovníků SBČS

## Ocenění a vyznamenání
- V 2021 získal Cenu Městské části Praha 9.[5]

- V 2023 u příležitosti státního svátku 28. října byl vyznamenán medailí Za zásluhy  1. stupně v oblasti sportu.[6][7][8]
- V 2024 získal ocenění Čestný občan Městské části Praha 9.[9]